# Neptis papaja
Neptis papaja är en fjärilsart som beskrevs av Moore 1874. Neptis papaja ingår i släktet Neptis och familjen praktfjärilar. Inga underarter finns listade i Catalogue of Life.